# ابرقهرمان

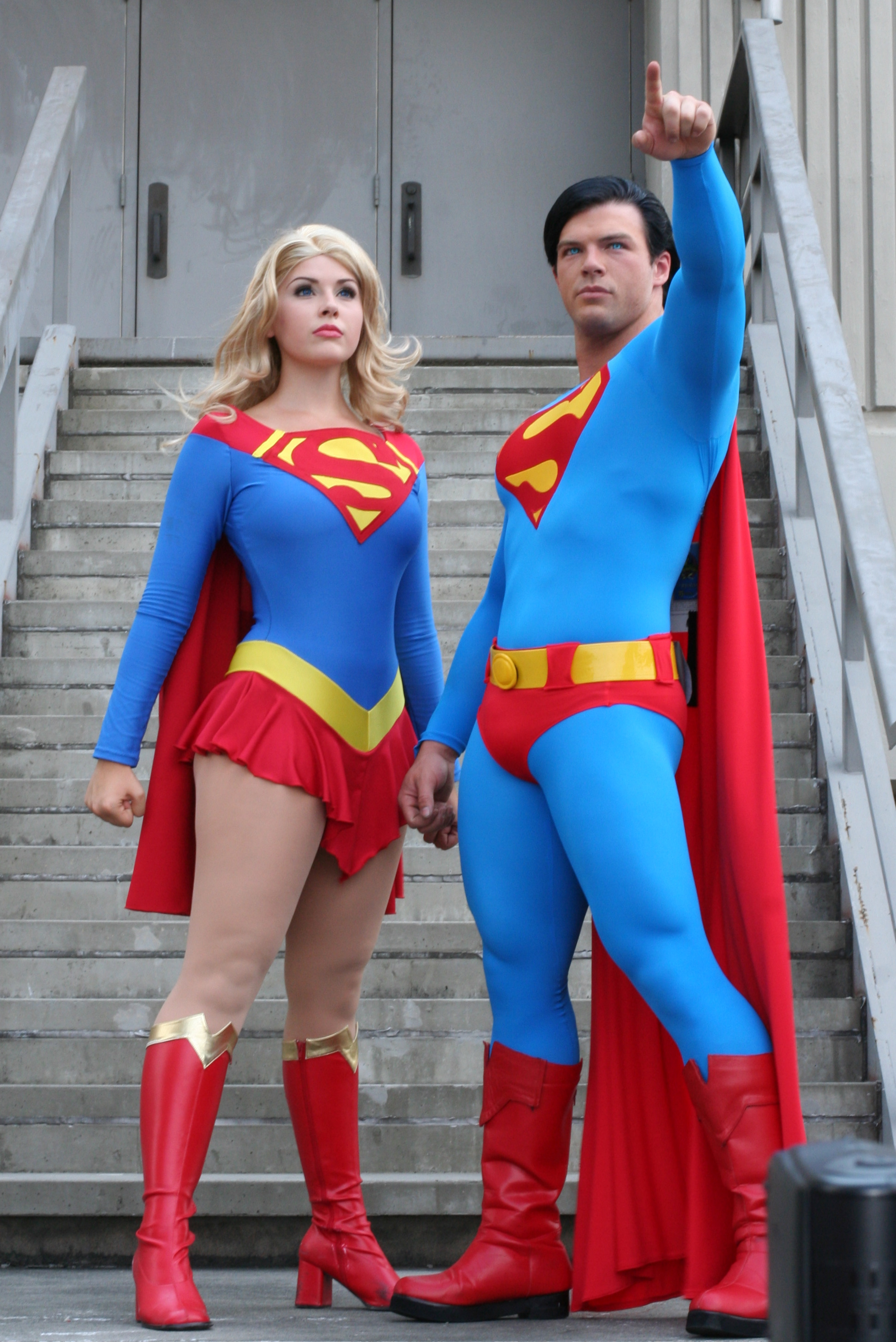
کازپلی سوپرمن و سوپرگرل

ابرقهرمان (به انگلیسی: Superhero, Superheroine) شخصیتی است که دارای نیروی ابر انسانی و بیشتر از مردم معمولی است و به‌طور معمول از نیروهای خود برای بهتر کردن جهان یا دفاع از دیگران استفاده می‌کند.
ابرقهرمان بودن همیشه به نیروی ابرانسانی نیاز ندارد و مبارزه با بزهکاران و داشتن نقاب نیز می‌تواند باعث شود که شخصیت ابرقهرمان خوانده شود.

## پیشینه
خود واژه ابرقهرمان به سال ۱۸۹۹ برمی‌گردد. بسیاری از پرهوادارترین ابرقهرمانان از شخصیت‌های باستانی یونان سرچشمه گرفته‌اند. برای مثال، زن شگفت‌انگیز یکی از افراد آمازون که قبیله‌ای از زنان جنگجو بود، است.

### دهه ۱۹۴۰
در طول دهه ۱۹۴۰، ابرقهرمانان فراوانی وجود داشتند. همانند فلش، گرین لنترن و گرین ارو که در این دوره شروع به کار کردند. در این دوران شخصیت‌های ابرقهرمانی زن نیز وجود داشت.

### دهه ۱۹۵۰
دهه ۱۹۵۰ میزبان دوران نقره‌ای کمیک‌ها بود. در طول این دوره، دی‌سی ابرقهرمانانی مانند بت وومن، سوپرگرل و ورژن دیگر بت‌گرل را معرفی کرد.

### دهه ۱۹۶۰
می‌توان گفت که تیم‌های مارول کامیکس در اوایل دهه ۱۹۶۰، بزرگترین مجموعه ابرقهرمانان را در یک زمان به چاپ دائمی رساندند. موردهایی چون مرد عنکبوتی (۱۹۶۲)، هالک، مرد آهنی، دردویل، ثور، انتقام‌جویان، نیک فیوری و بسیاری دیگر که عناوین ماهانه خود را دارا شدند.

### ۱۹۸۰–اکنون
در سال‌های پس از این، شخصیت‌های پرطرفداری چون دزلر، شی هالک، الکترا، زن گربه‌ای، ویچبلید، دختر عنکبوتی، بت‌گرل و پرندگان شکاری به ستارگان عناوین (چون سریال) طولانی‌مدت تبدیل شدند. قهرمانان زن شروع به بر عهده گرفتن نقش‌های رهبروار در تعداد بالایی از تیم‌های ابرقهرمانی کردند.
فهرست پرفروش‌ترین فیلم‌های ابرقهرمانی به خوبی گویای بزرگی پتانسیل این بخش از سینما بوده‌است. به عنوان نمونه فیلم انتقام جویان، پایان بازی (۲۰۱۹) توانست حتی پرفروش‌ترین در تاریخ سینما هم بشود.

## انواع
- آکروبات (به انگلیسی: Acrobat): ابرقهرمان‌هایی که توانایی‌های‌شان بر پایهٔ حرکات نمایشی و ژیمناستیک است؛ مانند مرد عنکبوتی و بیوه سیاه (ناتالیا رومانوا).
- پروازی (به انگلیسی: Aerial): آن دسته که توانایی اصلی آنها پرواز کردن است؛ مانند سوپرمن، سنتری، گردباد سرخ.
- دارای لباس مخصوص (به انگلیسی: Armored Hero): آنهایی که به خاطر پوشیدن یک لباس ویژه قدرت خارق‌العاده‌ای پیدا می‌کنند؛ مثل مرد آهنی، بتمن.
- روح: یک ابرقهرمان با نیروی ارواح مانند رِیوِن
- راننده (به انگلیسی: Rider): ابرقهرمان‌هایی که وسیلهٔ ویژه‌ای را می‌رانند.
- فراصوتی (به انگلیسی: Sonic Scream): آنهایی که می‌توانند صداهای بسیار قوی با دهان‌شان تولید کنند. مانند قناری سیاه و شیریک
- کوچک شدن: ابر قهرمان هوایی که می‌توانند به اندازهٔ یک اتم کوچک شوند. مثل مرد اتمی، مرد مورچه‌ای، واسپ و بامبلبی.
- جادوگری (به انگلیسی: Magician): ابرقهرمان‌های که توانایی‌های جادوگری دارند. مثل دکتر استرنج و دکتر فیت و اسکارلت ویچ
- سرعت بالا (به انگلیسی: High Speed): ابرقهرمان‌هایی که سرعت بسیار بالا دارند. مثل سونیک جوجه تیغی (سرعت مافوق صوت) و شدو جوجه تیغی (قویترین موجود جهان) و فلش و کویک سیلور و بچه فلش و سوپرمن
- قدرت بالا (به انگلیسی: High power): ابر قهرمان‌هایی که قدرت و زور ابرانسانی دارند. مثل شدو جوجه تیغی (قویترین موجود جهان) و سوپرمن و هالک و شزم و لوک کیج و کاپیتان آمریکا
- هنرهای رزمی (به انگلیسی: Martial Arts): ابرقهرمان‌هایی که هنرهای رزمی بلد هستند. مثل بی‌باک و مشت آهنی و بتمن و کاپیتان آمریکا
- پادشاه: مثل ثور و اکوامن هستند که توسط پادشاهی قدرت بسیاری دارد

## در سینما و انیمیشن
فهرست پرفروش‌ترین فیلم‌های ابرقهرمانی به خوبی گویای بزرگی پتانسیل این بخش از سینما بوده‌است. به عنوان نمونه فیلم انتقام جویان، پایان بازی (۲۰۱۹) توانست حتی پرفروش‌ترین در تاریخ سینما هم بشود.
بتمن: پشت نقاب سرخ (شامل بتمن و رابین و…)، لیگ عدالت: پارادوکس فلش‌پوینت (شامل فلش و واندر وومن و…)، لیگ عدالت: نفرین (شامل سوپرمن و بتمن و…) و شگفت‌انگیزان (شامل الستیگرل و آقای شگفت‌انگیز و…) نمونه‌هایی با قهرمانان گوناگون هستند که در فهرست برترین فیلم‌های انیمیشنی ابرقهرمانی تاریخ جای دارند.

## اقلیت‌ها
ابرقهرمانان اقلیتی شامل شخصیت‌هایی با تفاوت بدنی، دینی، نژادی و … می‌شوند.